# Paul Bauer (General)
Paul Bauer (* 18. Juni 1880 in Steingaden; † 14. Februar 1948 in München) war ein deutscher Generalmajor im Zweiten Weltkrieg.

## Leben
Bauer war der Sohn eines Rechnungsrates. Er trat aus dem Kadettenkorps kommend am 6. Juli 1900 als Fähnrich in das 1. Infanterie-Regiment „König“ der Bayerischen Armee in München ein. Im Oktober 1902 wurde er zum Leutnant befördert und diente ab 1908 als Bataillonsadjutant in seinem Regiment. Von 1911 bis 1914 absolvierte Bauer die Kriegsakademie, die ihm die Qualifikation für den Generalstab und das Lehrfach (besonders Kriegsgeschichte) aussprach.
Mit Ausbruch des Ersten Weltkriegs wurde Bauer als Oberleutnant Adjutant der mobilen Etappen-Kommandantur 4 Ib. Am 3. Oktober 1914 kehrte er zum 1. Infanterie-Regiment „König“ zurück, wurde als Führer der 3. Kompanie an der Westfront eingesetzt und am 16. Dezember 1914 zum Hauptmann befördert. Als Zweiter Adjutant folgte am 23. Februar 1915 seine Versetzung zur 1. Landwehr-Division. Bis Kriegsende hatte Bauer weitere Generalstabsverwendungen, zuletzt bei der 39. Reserve-Division. Für seine Leistungen während des Krieges wurde Bauer mit beiden Klassen des Eisernen Kreuzes, dem Militärverdienstorden IV. Klasse mit Schwertern und dem Ritterkreuz I. Klasse des Friedrichs-Ordens mit Schwertern ausgezeichnet.
Nach dem Waffenstillstand von Compiègne, der Rückführung der Division in die Heimat und dortigen Demobilisierung war Bauer vom 1. Januar bis 20. Februar 1919 beim Stab des I. Armee-Korps tätig. Anschließend wurde er Adjutant des Ministers für militärische Angelegenheiten Richard Scheid und bei dessen Nachfolger Ernst Schneppenhorst. Nach der Auflösung der Behörde in die Vorläufige Reichswehr übernommen, kam Bauer zunächst zum Stab des II. Bataillons des Reichswehr-Schützen-Regiments 42, wurde kurz darauf dort Kompanieführer und beteiligte sich an der Niederschlagung des Ruhraufstandes. Mit der Bildung der Reichswehr wurde Bauer Kompaniechef im 19. (Bayerisches) Infanterie-Regiment, das aus Teilen seines alten Regiments gebildet worden war. Vom 20. April 1921 bis 30. September 1922 gehörte er dem Stab des II. Bataillons in Augsburg an. Dann wurde Bauer als Lehrer an die Kavallerieschule Hannover versetzt. Dort wurde er am 5. Februar 1923 mit RDA vom 1. Juli 1921 zum Major befördert. Als Lehrer und Aufsichtsoffizier war Bauer vom 1. April 1924 bis 31. Januar 1927 an der Infanterieschule tätig. Anschließend war er für zwei Jahre Kommandeur des II. Bataillons des 19. (Bayerisches) Infanterie-Regiments, wurde am 1. April 1927 (RDA vom 1. Februar 1927) Oberstleutnant und kehrte dann an die Infanterieschule zurück. Hier fungierte er als Leiter des II. Lehrgangs und wurde am 1. Februar 1930 Oberst. Am 1. April 1932 folgte seine Ernennung zum Infanterieführer VII sowie am 1. Dezember 1932 seine Beförderung zum Generalmajor. Zum 31. März 1933 wurde Bauer aus dem Militärdienst verabschiedet.
Kurz vor dem Beginn des Zweiten Weltkriegs stellte man Bauer am 26. August 1939 zur Verfügung des Heeres der Wehrmacht. Er war vom 25. Oktober 1939 bis 15. April 1941 Kommandeur der neu aufgestellten 189. Infanterie-Division, wurde anschließend in die Führerreserve versetzt und zur Kriegswissenschaftlichen Abteilung des Generalstabes des Heeres kommandiert. Vom 17. Juli bis 31. Dezember 1941 war Bauer noch Feldkommandant 247, bevor seine Mobilmachungsbestimmung aufgehoben wurde.